# MD (Zeitschrift)
MD, Materialdienst des Konfessionskundlichen Instituts Bensheim ist eine vierteljährlich erscheinende theologische Fachzeitschrift. Sie behandelt konfessionskundliche und ökumenische Fragen in systematischer, historischer und praktisch-theologischer Perspektive. MdKI ist die Kurzform des Titels nach IATG³.
Der MD wird seit 1950 vom Konfessionskundlichen Institut in Bensheim herausgegeben. Die Auflage betrug im Jahre 2019 „mehr als 2.000“ Exemplare. Seit 2021 erscheint die Zeitschrift gedruckt und elektronisch im Verlag de Gruyter.
Träger des Instituts ist der Evangelische Bund, der auch die Zeitschrift Evangelische Orientierung herausgibt.